# Резюме для руководства
Резюме для руководства (от англ. Executive summary) — короткий документ, являющийся резюме более объемного документа или набора документов. Информация в этом документе подается в виде, позволяющем быстро понять основные моменты без изучения большого количества информации, часто имеющей отраслевую специфику.
Этот документ помогает менеджеру принять бизнес-решение.
Резюме для руководства отличается от реферата или аналитической записки, в которых дается скорее нейтральный обзор и формулирование проблем, нежели предлагается их решение.
Как правило, резюме для руководства содержит:
- краткое формулирование проблемы или предложения (детали которых описаны в большем количестве документов);
- краткий анализ;
- основные выводы.

## Варианты документа и их объем
В зависимости от целей написания Резюме для руководства и формата его презентации целевой аудитории, возможно оформление в следующем виде:
- Тизер
- Elevator pitch
- 1 страница
- 2 страницы
- 5-6 страниц
- Бизнес-план (около 20 страниц)

## Особенности и структура документа
Большинство книг и учебных курсов позволяет выявить обшие черты, присущие структуре резюме. В целом, оно должно удовлетворять следующие критерии:
- составлять примерно 5-10% общего объема основного отчета[3][5].
- быть написанным на языке, подходящем для целевой аудитории[2][5].
- состоять из коротких, сжатых абзацев[2][5].
- начинаться с краткого обзора итогов[2][5].
- быть написано в том же порядке, что и основной отчет[1][3].
- включать только положения, представленные в основном отчете[1][3].
- включать в себя рекомендации[2][5].
- иметь обоснование[2][5].
- иметь заключение[2][3][5].
- объяснять основные положения основного отчета без необходимости его отдельного изучения[1][2][3].
- обобщать в отдельных случаях итоги более одного документа[2].